# August Mühling

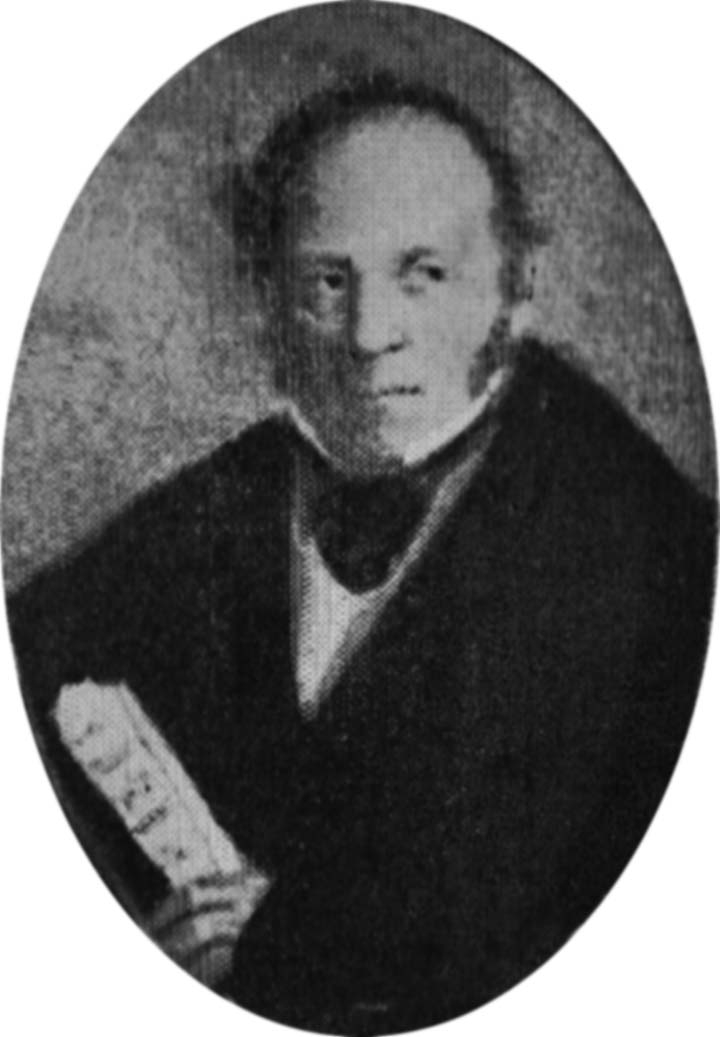
August Mühling auf einem Foto eines heute verschollenen Ölgemäldes

Heinrich Leberecht August Mühling (* 26. September 1786 in Raguhn; † 3. Februar 1847 in Magdeburg) war ein deutscher Violinist und Organist, Dirigent und Komponist.

## Leben
Mühling war der Sohn von August Friedrich Christian Mühling und Johanne Amalie Meese. Er wuchs in Leipzig auf und lernte Klavier und Violine an der Thomasschule unter den Kantoren Johann Adam Hiller und, ab 1804, August Eberhard Müller. Er trat schon in seiner Jugend in öffentlichen Konzerten (z. B. des Leipziger Universitätsmusikdirektors Johann Gottfried Schicht) auf. Von 1804 bis 1808 war er Geiger im Konzert des Leipziger Theaterorchesters (Gewandhausorchester); 1805 immatrikulierte er sich an der Universität Leipzig. Nach einem Aufenthalt in Naumburg wurde er 1809, als Nachfolger von Johann Ludwig Willing (1755–1805), Musikdirektor in Nordhausen. Er setzte dort die von Willing begonnenen Abonnementskonzerte fort, wirkte als Organist an der Nikolaikirche  und als Kantor am Gymnasium und gab Musikunterricht (u. a. an der Töchterschule). Zu seinen Klavier- und Orgelschülern in Nordhausen gehörte der junge Gottfried Herrmann.
Als der inzwischen als Thomaskantor tätige Schicht Anfang 1823 starb, bewarb sich Mühling erfolglos um dessen Nachfolge. Stattdessen wurde er im selben Jahr als Nachfolger von Johann Andreas Seebach (1777–1823) Organist an der Ulrichskirche in Magdeburg. Dort war er außerdem als Orchester- und Konzertdirektor tätig und leitete den Seebachschen Singverein, die Magdeburger Logen- und Harmoniekonzerte und die Magdeburger Liedertafel (alle in Nachfolge Seebachs). Er wirkte als Lehrer der Tonkunst am Domseminar und wurde schließlich 1843 Organist am Dom zu Magdeburg.
Er schrieb Kompositionen in fast allen Musikgattungen (die Oper ausgenommen), von denen seine Oratorien für die Magdeburger Musikfeste besonders populär waren, und gab einen musikalischen Almanach unter dem Titel Museum für Pianoforte, Musik und Gesang heraus, dessen erster Jahrgang 1828 in Halberstadt bei Brüggemann erschien. Im Jahr 1842 veröffentlichte er ein Choralbuch, in welchem die gebräuchlichsten Choralmelodien, sowohl mit Rücksicht auf Orgel- und Clavierspiel, als auch auf Chorgesang vierstimmig bearbeitet, wie auch mit Bezifferung und einfachen Zwischenspielen versehen sind. Sein heute bekanntestes Werk ist der Kanon Froh zu sein bedarf es wenig.

## Werke (Auswahl)
- Oratorium Abbadona (basierend auf Klopstocks Messias; uraufgeführt am 28. Juni 1838; Digitalisat desTextbuchs)[1]
- Oratorium Bonifacius, der Teutschen Apostel (uraufgeführt am 25. Oktober 1840[3])
- Oratorium David (uraufgeführt am 16. Oktober 1845)[1]
- Oratorium Die Leidensfeier Jesu (1847)
- Orchester- und Kammermusik, darunter zwei Streichquartette und ein Konzert für Fagott und Orchester
- Sammlung zwey- und dreystimmiger Gesänge: für weibliche Stimmen mit willkührlicher Begleitung des Clavier’s oder Pianofort’s: insbesondere für die höhere Töchterschule zu Nordhausen gesetzt und bestimmt. Erstes Heft [op. 5]. Nitzsche, Nordhausen 1812 (Digitalisat).
- Choral-Buch in welchem die gebräuchlichsten Choral-Melodien, sowohl mit Rücksicht auf Orgel- und Clavier-Spiel, als auf Chor-Gesang, vierstimmig bearbeitet, wie auch mit Bezifferung und einfachen Zwischenspielen versehen sind von August Mühling: 60stes Werk. Creutz, Magdeburg 1842 (Digitalisat).
- Chorarien, Motetten, Lieder und vierstimmige Männergesänge